# إيفا ريبكوفا
إيفا ريبكوفا (16 يناير 1975-) هي لاعبة شطرنج سلوفاكية، حاصلة على لقبي أستاذة دولية (IM) وأستاذة كبرى من الاتحاد الدولي للشطرنج. كانت بطلة تشيكوسلوفاكيا للسيدات عام 1991، وبطلة سلوفاكيا للسيدات في الأعوام 2003 و2010 و2013.

## مسيرتها في الشطرنج
تعلمت ريبكوفا الشطرنج في سن الخامسة، بينما كانت تشاهد والديها يلعبان الشطرنج أيام الأحد. أصبحت بطلة سلوفاكيا للسيدات عام 1987 وهي في الثانية عشرة من عمرها، وفازت ببطولة تشيكوسلوفاكيا للشطرنج للسيدات في باردوبيتسه، وفازت ريبكوفا بالميداليات الفضية في بطولة العالم للشطرنج للفتيات تحت سن 14 عامًا في تيميشوارا عام 1988، وبطولة العالم للشطرنج للفتيات تحت سن 18 عامًا في جوارابوافا عام 1991 وبراتيسلافا عام 1993. في عام 1995، جاءت في المركز الثاني، في الشوط الفاصل، خلف نينو خورتسيدزه في بطولة العالم للشطرنج للفتيات تحت سن 20 عامًا في هاله.
مثلت ريبكوفا تشيكوسلوفاكيا في أولمبياد الشطرنج الثلاثين في عام 1992، ومثلت سلوفاكيا على متن 1 من فريق السيدات في ثماني أولمبياد للشطرنج بين عامي 1994 و2016، وكانت أفضل نتيجة لها في أول ظهور لها في الأولمبياد في مانيلا عام 1992، حيث سجلت 9.5/13 واحتلت المركز الرابع، ومثلت تشيكوسلوفاكيا في عام 1992 وسلوفاكيا في عام 2001 في بطولة أوروبا للفرق النسائية للشطرنج، وفازت بالميدالية الفضية الفردية في ليون عام 2001.
بعد زواجها الأول من الأستاذ الدولي اللبناني فادي عيد، فازت ريبكوفا ببطولة الشطرنج للسيدات العرب في أكادير عام 1998 وبيروت عام 2000، وجاءت في المركز الثاني في بطولة الشطرنج للسيدات الآسيوية مرتين، خلف سوبارامان فيجايالاكشمي في طهران عام 1997، وخلف شو يوهوا في مرتفعات جنتنج عام 1998.
فازت ببطولة الشطرنج السلوفاكية للسيدات في تاترانسكي زروبي 2003، وفي بانسكا شتيافنيتسا 2010، وفي بانسكا شتيافنيتسا 2013. فازت بالعديد من البطولات الدولية، بما في ذلك بطولة زهرة البحر الأبيض المتوسط في رييكا 2003، و2013، وجزيرة البحر الأبيض المتوسط الذهبية (سيدات) في بونات 2003 ومالينسكا 2005، وبطولة في آرهوس 2009.
مثلت ريبكوفا سلوفاكيا في بطولة كأس ميتروبا المفتوحة للشطرنج في عامي 2005 و2006، وحصلت على الميدالية البرونزية للفرق في شتاينبرون عام 2005، ومثلت سلوفاكيا في بطولة كأس ميتروبا للشطرنج للسيدات في مايسن عام 2013، وحصلت على الميدالية الذهبية الفردية والجماعية.
حصلت ريبكوفا على لقب أستاذة كبرى في عام 1995، وأستاذة دولية في عام 2007.

## حياتها الشخصية
تزوجت ريبكوفا من اللبناني فادي عيد، ومثلت لبنان من عام 1997 حتى عام 2001، في أكتوبر 1998، وُلد ابنهما كريستوفر ريبكا، فاز ببطولة سلوفاكيا للشطرنج للناشئين في فئته العمرية عدة مرات وأصبح مديرًا عامًا في عام 2018، في عام 2002 تزوجت من إريك بيترسون، أستاذ الاتحاد الدولي للشطرنج، وهو أحد مؤسسي نادي الشطرنج على الإنترنت. تقود ريبكوفا معه ومع شقيقها شركة كمبيوتر دولية تُدعى Ferimex IT. طلقت ريبكوفا بيترسون في عام 2013.
تتحدث ريبكوفا السلوفاكية والإنجليزية والروسية والألمانية.

## روابط خارجية
- Eva Repková على موقع الاتحاد الدولي للشطرنج (الإنجليزية)
- Eva Repková على موقع مباريات الشطرنج (الإنجليزية)
- Eva Repková على موقع 365Chess.com (الإنجليزية)
- Eva Repková على موقع Chesstempo.com (الإنجليزية)
- Eva Repková على موقع الاتحاد الأمريكي للشطرنج (الإنجليزية)
- Eva Repková سجل أولمبياد الشطرنج للسيدات على موقع OlimpBase.org (الإنجليزية)